# 拉拉·穆斯塔法帕夏
拉拉·穆斯塔法帕夏（土耳其語：Lala Mustafa Paşa，约1500年—1580年8月7日）是出身自奥斯曼帝国波士尼亞桑賈克的將領和大維齊爾。

## 生平
拉拉·穆斯塔法帕夏大約在1500年間出生於波斯尼亞的格拉西那克高原一帶，他是維齊爾德利·霍斯勞帕夏的弟弟，由於兄長的緣故，拉拉·穆斯塔法帕夏在仕途上的升遷迅速，很快便於鄂圖曼帝國的政壇中嶄露頭角。
拉拉·穆斯塔法帕夏在他的政治生涯中曾於1549年時短暫擔任埃及省的凱馬坎，在這之後他先後調升至大马士革的贝勒贝伊與第五維齊爾的高階職位。
他的頭銜「拉拉」意思是「蘇丹的家教」，稱號源自他曾擔任蘇丹蘇萊曼一世的兒子巴耶濟德皇子的導師。此外拉拉·穆斯塔法帕夏與表弟索库鲁·穆罕默德帕夏長年對立，兩人互為政治上的敵手。
於1570/71年帝國攻打威尼斯共和国屬地賽普勒斯島的鄂圖曼－威尼斯戰役期間以及在1578年鄂圖曼遠征薩法維帝國領土的高加索戰役中，拉拉·穆斯塔法帕夏負責指揮鄂圖曼帝國數量龐大的陸軍。其中於征服塞浦勒斯的戰役期間，拉拉·穆斯塔法帕夏以其殘酷對待敵軍將領的方式而聞名，縱使駐守法马古斯塔的威尼斯指揮官馬可·安東尼奧·布拉加丁在投降前已獲得鄂圖曼人的承諾，允許他和其餘威尼斯軍官安然離去，但法馬古斯塔城破後他仍在拉拉·穆斯塔法帕夏的命令下遭到活活剝皮致死的方式殺害，拉拉·穆斯塔法帕夏用此嚴酷的手段向蘇丹展現他兇猛好鬥的戰意。
拉拉·穆斯塔法帕夏經由與皇室公主許瑪莎蘇丹結婚而獲得達馬特（意為「駙馬」）的尊稱，許瑪莎蘇丹是蘇萊曼一世與许蕾姆苏丹所生之子穆罕默德皇子的獨生女。她和拉拉·穆斯塔法帕夏婚後育有一位名為蘇丹札德·阿卜杜勒巴基貝伊的兒子。
直到1580年4月28日拉拉·穆斯塔法帕夏去世前，他於生命的最後三個月當中曾短暫擔任大維齊爾一職。他逝世後被埋葬在伊斯坦堡艾郁普蘇丹清真寺內的庭院裡，他的陵墓是由著名的鄂圖曼帝國建築師科查·米馬爾·希南所設計的作品。

## 影響
位於賽普勒斯島上的城市拉纳卡內，有一條以拉拉·穆斯塔法帕夏之名來命名的街道。在他率領鄂圖曼軍隊入侵賽普勒斯的戰役中，由於其殘酷處決威尼斯人指揮官的行為，進一步促使教宗庇護五世號召天主教諸國組成神聖同盟聯手對抗鄂圖曼帝國，最終導致1571年勒班陀戰役的爆發。

## 圖集

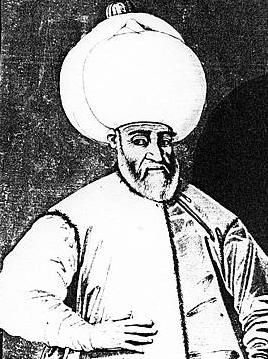
拉拉·穆斯塔法帕夏的肖像
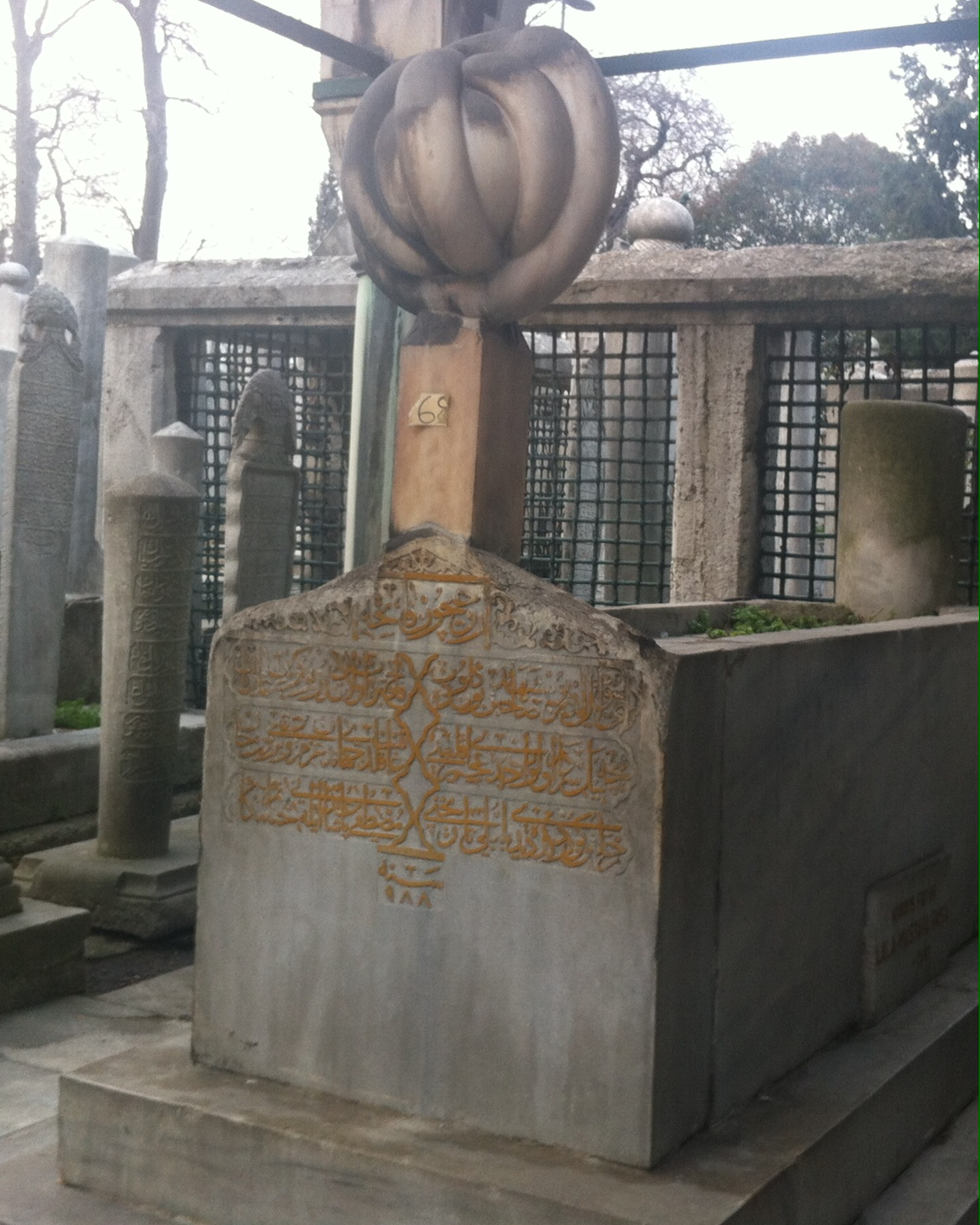
艾郁普蘇丹清真寺內的拉拉·穆斯塔法帕夏之墓
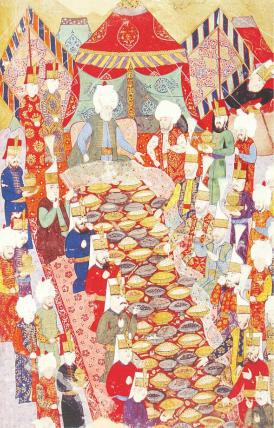
與基利傑·阿里帕夏（英语：Occhiali）以及耶尼切里們享用盛宴的拉拉·穆斯塔法帕夏
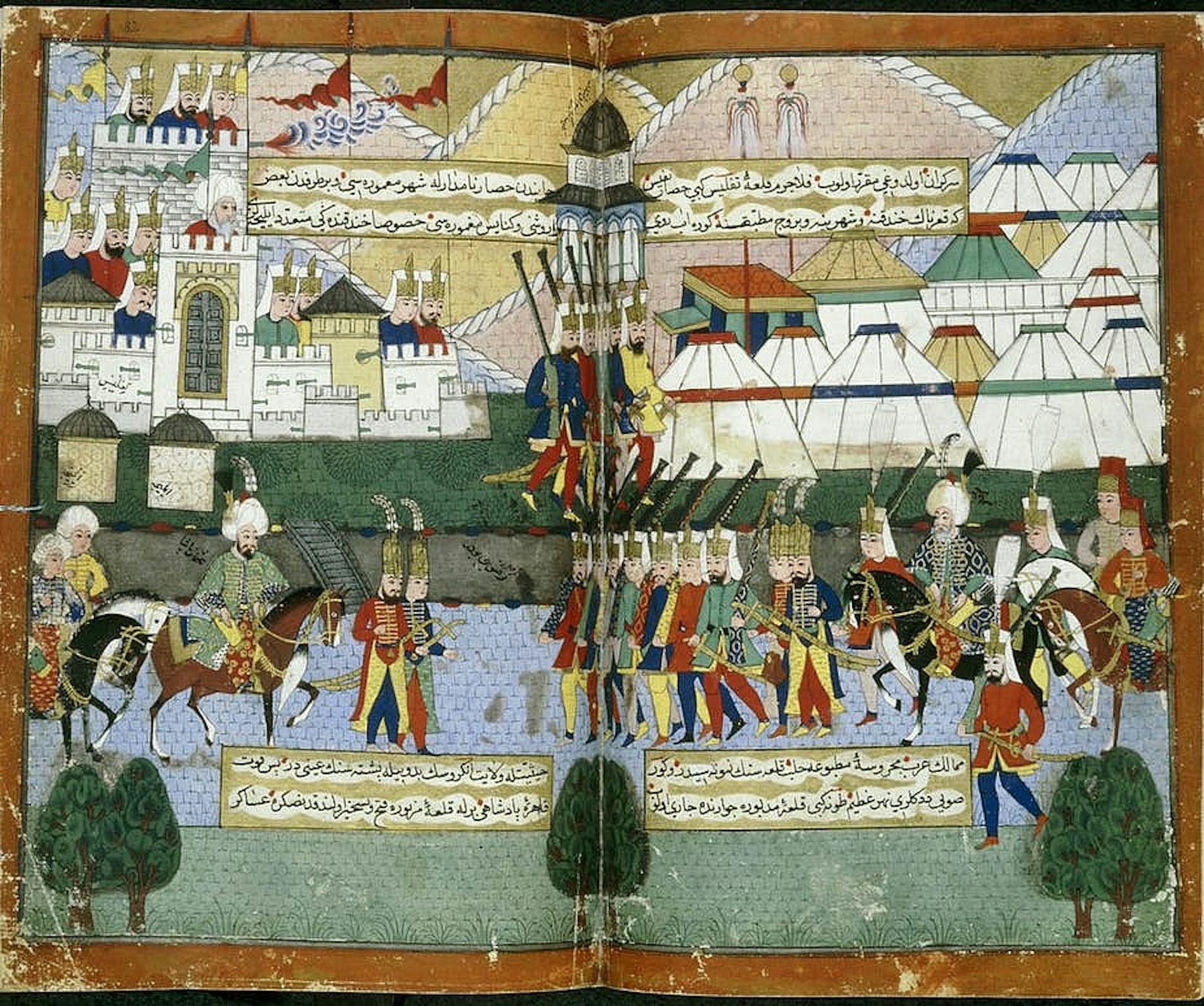
拉拉·穆斯塔法帕夏率領鄂圖曼軍隊沿著第比利斯的城池遊行
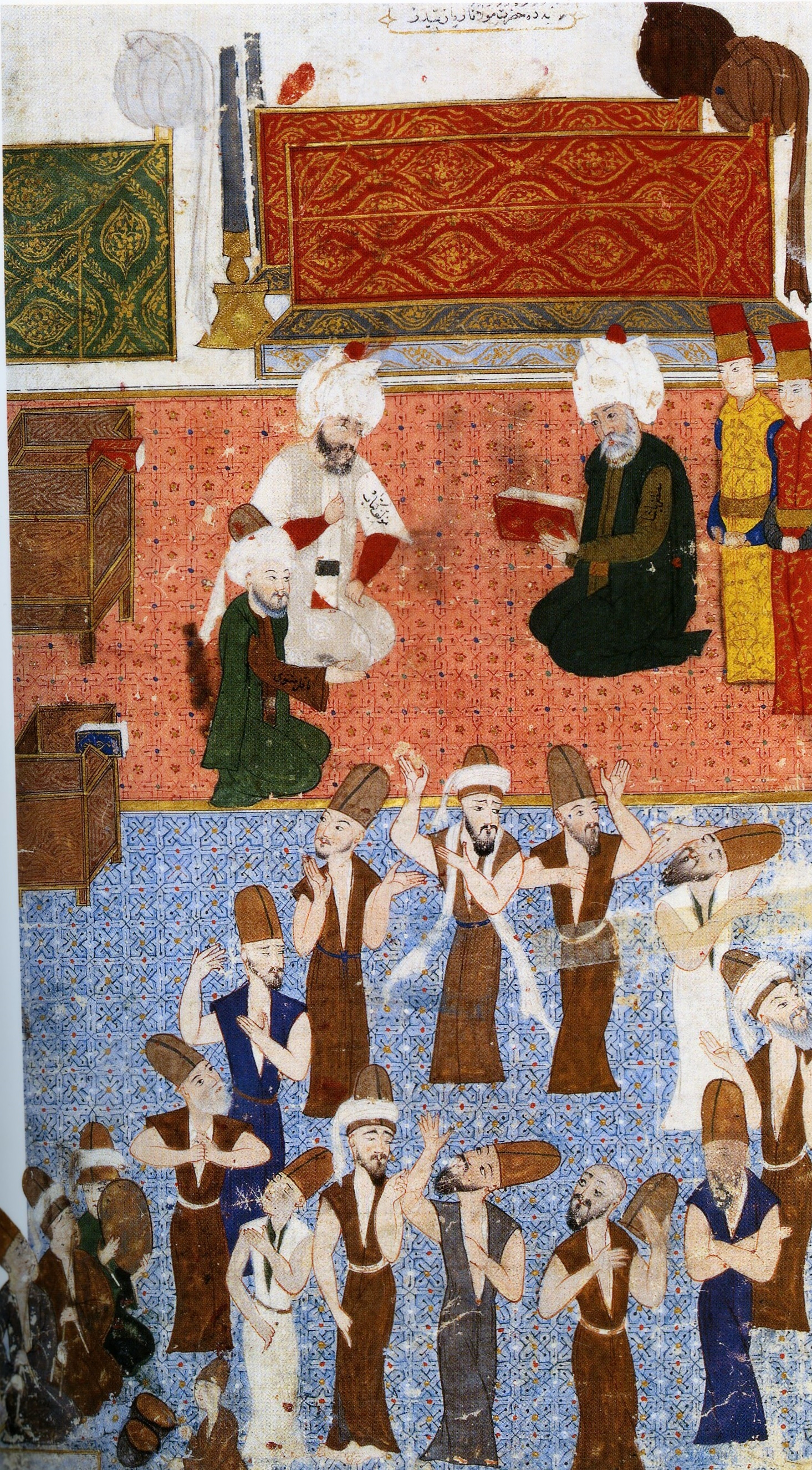
正在參觀詩人鲁米陵墓的拉拉·穆斯塔法帕夏